# Vanished (série télévisée, 2006)

Vanished est un feuilleton télévisé américain en treize épisodes de 42 minutes, créé par Josh Berman et dont seulement neuf épisodes ont été diffusés entre le 21 août et le 10 novembre 2006 sur le réseau FOX.
En France, ce feuilleton a été diffusé à partir du 16 septembre 2007 sur Téva, puis sur M6 en 2008.

## Synopsis
Ce feuilleton met en scène l'enlèvement de la femme du sénateur de la Géorgie, qui apparaît rapidement comme faisant partie d'un complot de bien plus grande envergure. Un agent du FBI, ainsi qu'une journaliste et son caméraman se trouvent mêlés à un mystère qui prend une tournure politique et religieuse.

## Distribution
- Gale Harold (VF : Thierry Ragueneau) : l'agent Graham Kelton (épisodes 1 à 7)
- Ming-Na (VF : Yumi Fujimori) : l'agent Lin Mei
- John Allen Nelson (VF : Régis Reuilhac) : le sénateur Jeffrey Collins
- Rebecca Gayheart (VF : Nathalie Karsenti) : Judy Nash
- Joanne Kelly (VF : Françoise Cadol) : Sarah Collins
- Margarita Levieva (VF : Karine Foviau) : Marcy Collins
- John Patrick Amedori (VF : Romain Redler) : Max Collins
- Christopher Egan (VF : Vincent Ropion) : Ben Wilson
- Robert Hoffman (VF : Fabrice Josso) : Adam Putnam (épisodes 1 à 6)
- Eddie Cibrian (VF : Alexis Victor) : l'agent Daniel Lucas (épisodes 7 à 13)
- Christopher Neame : Claude Alexander

## Épisodes
| N° | #  | Titre                                   | Réalisation            | Scénario                         | Code de production             | Première diffusion |
| -- | -- | --------------------------------------- | ---------------------- | -------------------------------- | ------------------------------ | ------------------ |
| 01 | 01 | Disparue Pilot                          | Mimi Leder             | Josh Berman                      | États-Unis : 21 août 2006      | 1AMB79             |
|    |    |                                         |                        |                                  |                                |                    |
| 02 | 02 | Faux-semblants The Tunnel               | Mimi Leder             | Carla Kettner                    | États-Unis : 28 août 2006      | 1AMB01             |
|    |    |                                         |                        |                                  |                                |                    |
| 03 | 03 | L'Épreuve du feu The Drop               | Stephen Cragg          | Paul Redford & Sharon Lee Watson | États-Unis : 4 septembre 2006  | 1AMB02             |
|    |    |                                         |                        |                                  |                                |                    |
| 04 | 04 | En eaux troubles Before the Flood       | Frederick King Keller  | J. R. Orci                       | États-Unis : 11 septembre 2006 | 1AMB03             |
|    |    |                                         |                        |                                  |                                |                    |
| 05 | 05 | La Preuve par l'image The Feed          | Helen Shaver           | Dan Dworkin & Jay Beattie        | États-Unis : 18 septembre 2006 | 1AMB04             |
|    |    |                                         |                        |                                  |                                |                    |
| 06 | 06 | La Boîte noire Black Box                | Dwight H. Little       | Chris Black                      | États-Unis : 25 septembre 2006 | 1AMB05             |
|    |    |                                         |                        |                                  |                                |                    |
| 07 | 07 | Résurrection Resurection                | Mimi Leder             | Carla Kettner                    | États-Unis : 2 octobre 2006    | 1AMB06             |
|    |    |                                         |                        |                                  |                                |                    |
| 08 | 08 | Réactions en chaîne Aftermath           | Bryan Spicer           | Carla Kettner                    | États-Unis : 3 novembre 2006   | 1AMB07             |
|    |    |                                         |                        |                                  |                                |                    |
| 09 | 09 | Fausse Piste The New World              | Jesús Salvador Treviño | Melinda Hsu                      | États-Unis : 10 novembre 2006  | 1AMB08             |
|    |    |                                         |                        |                                  |                                |                    |
| 10 | 10 | Prisonnières The Cell                   | Bobby Roth             | J. R. Orci                       | États-Unis : 17 novembre 2006  | 1AMB09             |
|    |    |                                         |                        |                                  |                                |                    |
| 11 | 11 | Au cœur du chaos The Proffer            | Nelson McCormick       | Dan Dworkin & Jay Beattie        | États-Unis : 24 novembre 2006  | 1AMB10             |
|    |    |                                         |                        |                                  |                                |                    |
| 12 | 12 | À bout de souffle The Velocity of Sarah | Mimi Leder             | Carla Kettner                    | États-Unis : 1er décembre 2006 | 1AMB11             |
|    |    |                                         |                        |                                  |                                |                    |
| 13 | 13 | Retour aux sources Warm Springs         | Steve Shill            | Carla Kettner                    | États-Unis : 8 décembre 2006   | 1AMB12             |
|    |    |                                         |                        |                                  |                                |                    |

## Commentaires
Le feuilleton n'ayant pas fait suffisamment d'audience aux États-Unis, la Fox a décidé d'en interrompre la diffusion, ce qui fait que les derniers épisodes ne sont visibles qu'en ligne, et seulement depuis les États-Unis.
Les fans s'entendent à dire que le dernier épisode ne s'arrête pas sur une vraie fin mais sur un cliffhanger, probablement car les créateurs espéraient continuer le feuilleton.